# СС Моро Касл (1930)
СС Моро Касл (SS Morro Castle) је био амерички путнички брод саграђен 1930. у Њујорку. Био је један од најлуксузнијих бродова 1930-их година, а прво (девичанско) путовање било му је у августу 1930. године. 8. септембра 1934. око 4 ујутру Моро Касл је почео да гори на обали Њу Џерзија, а на крају је изгорео потпуно одневши 137 људских живота и посаду брода. Моро Касл је једна од највећих поморских несрећа у историји компаније која га је саградила и највећи пожар који је један брод претрпео на свету. Пар година касније Моро Касл је одвезен у своје бродоградилиште и изрезан у старо гвожђе.